# Grüngürtel Duisburg-Nord

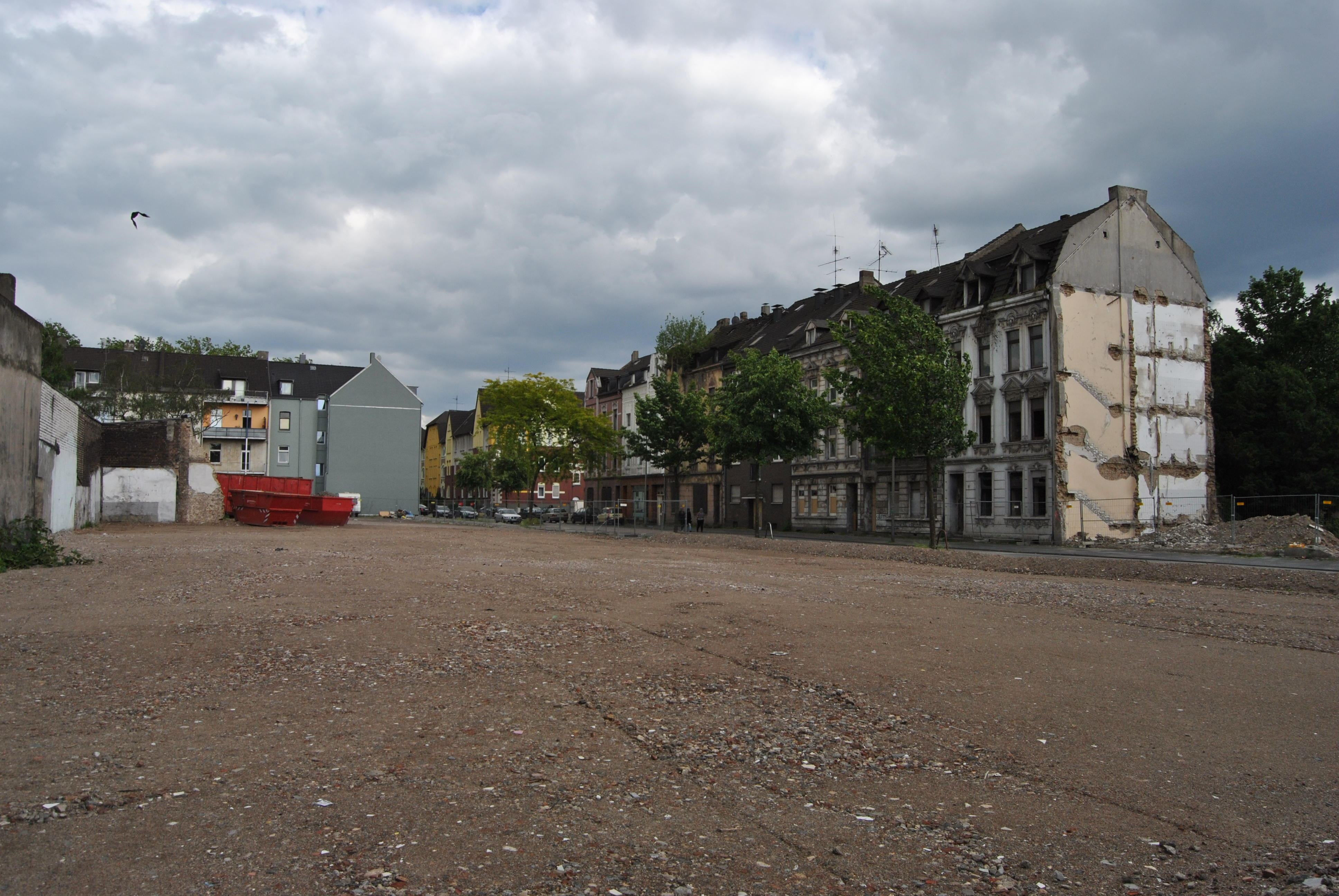
Abrissfläche an der Heinrichstraße in Bruckhausen, heute Teil des Grüngürtels (Juni 2012)

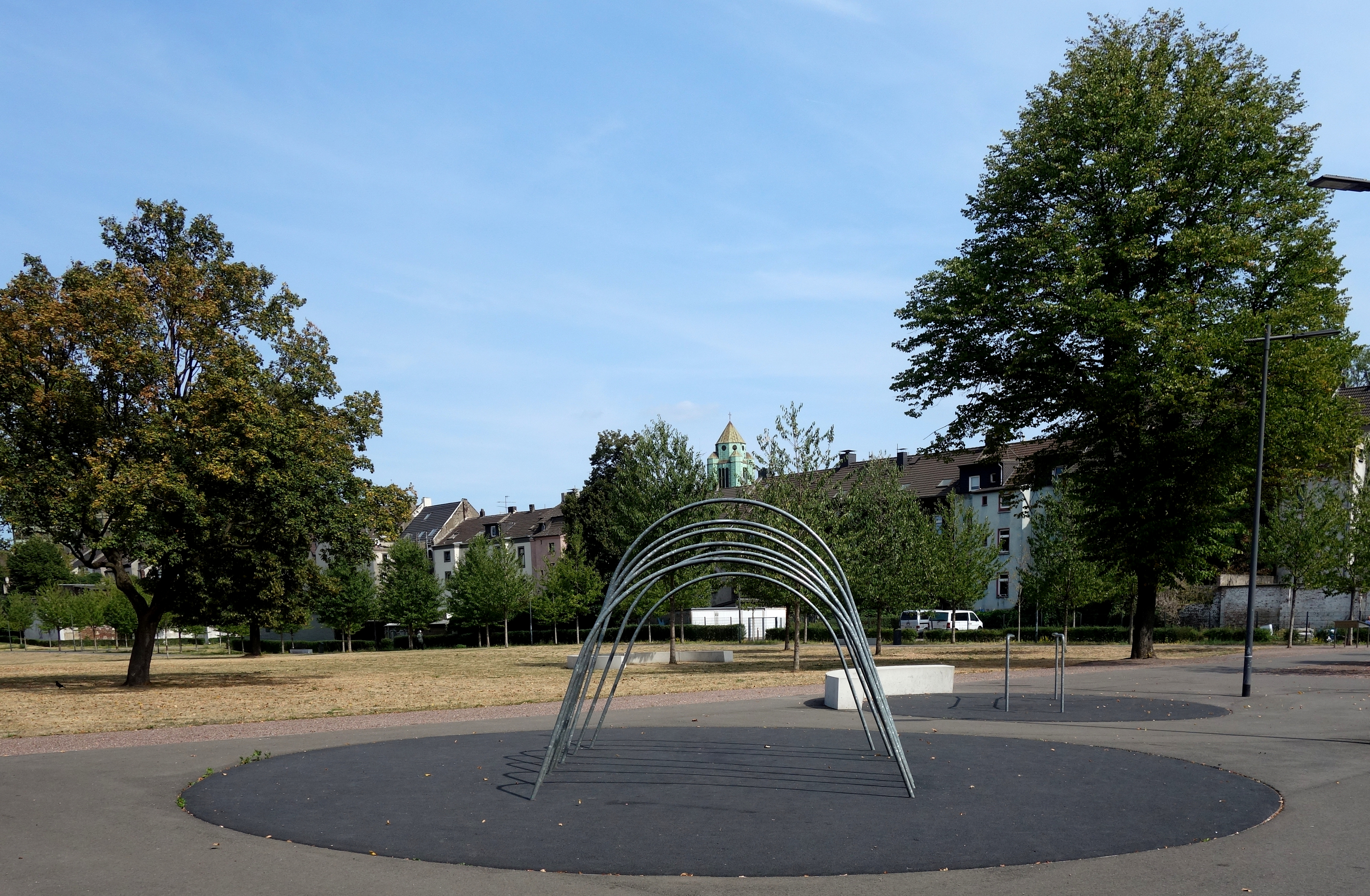
Freizeitanlagen

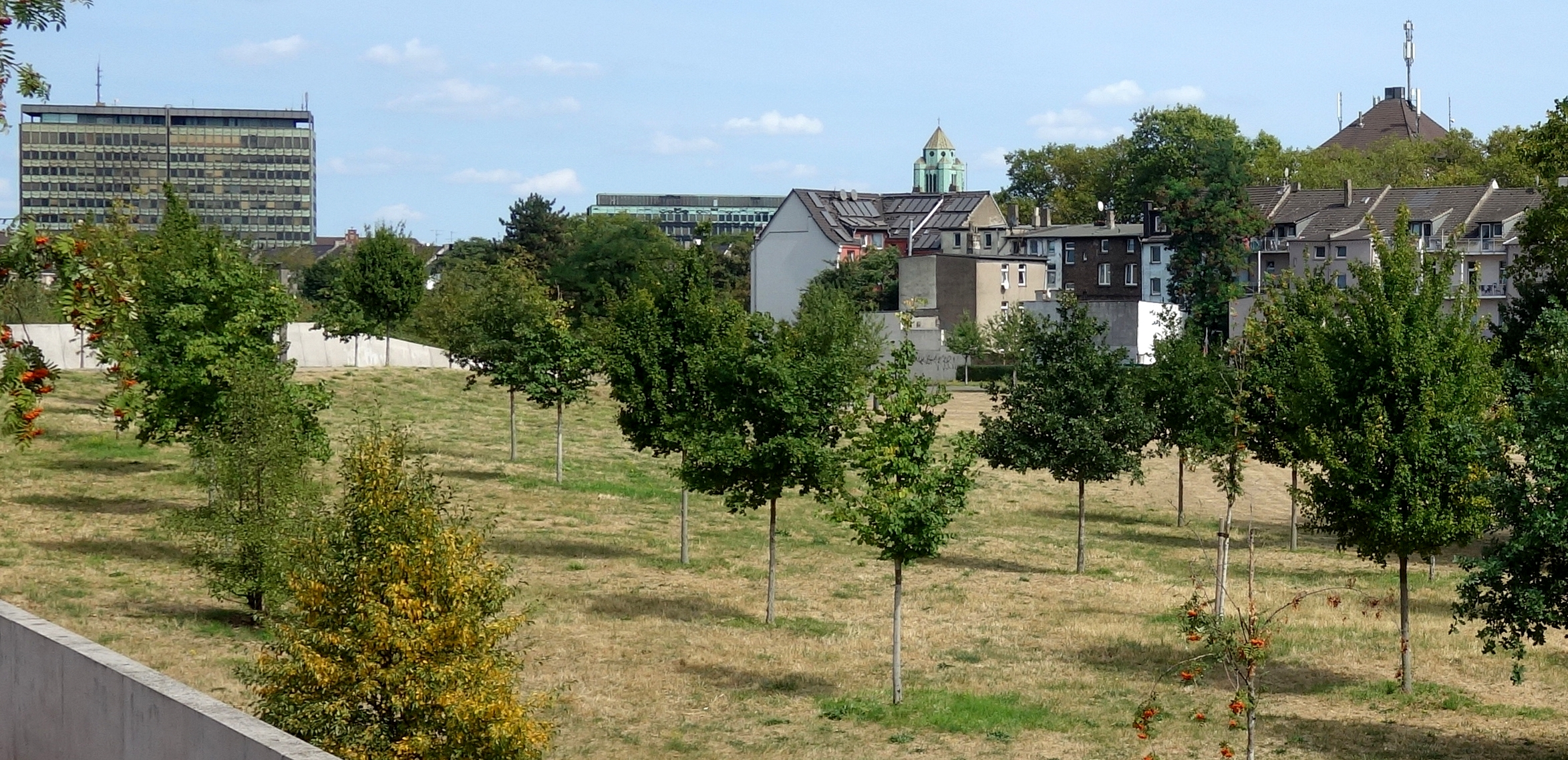
Baumbestand

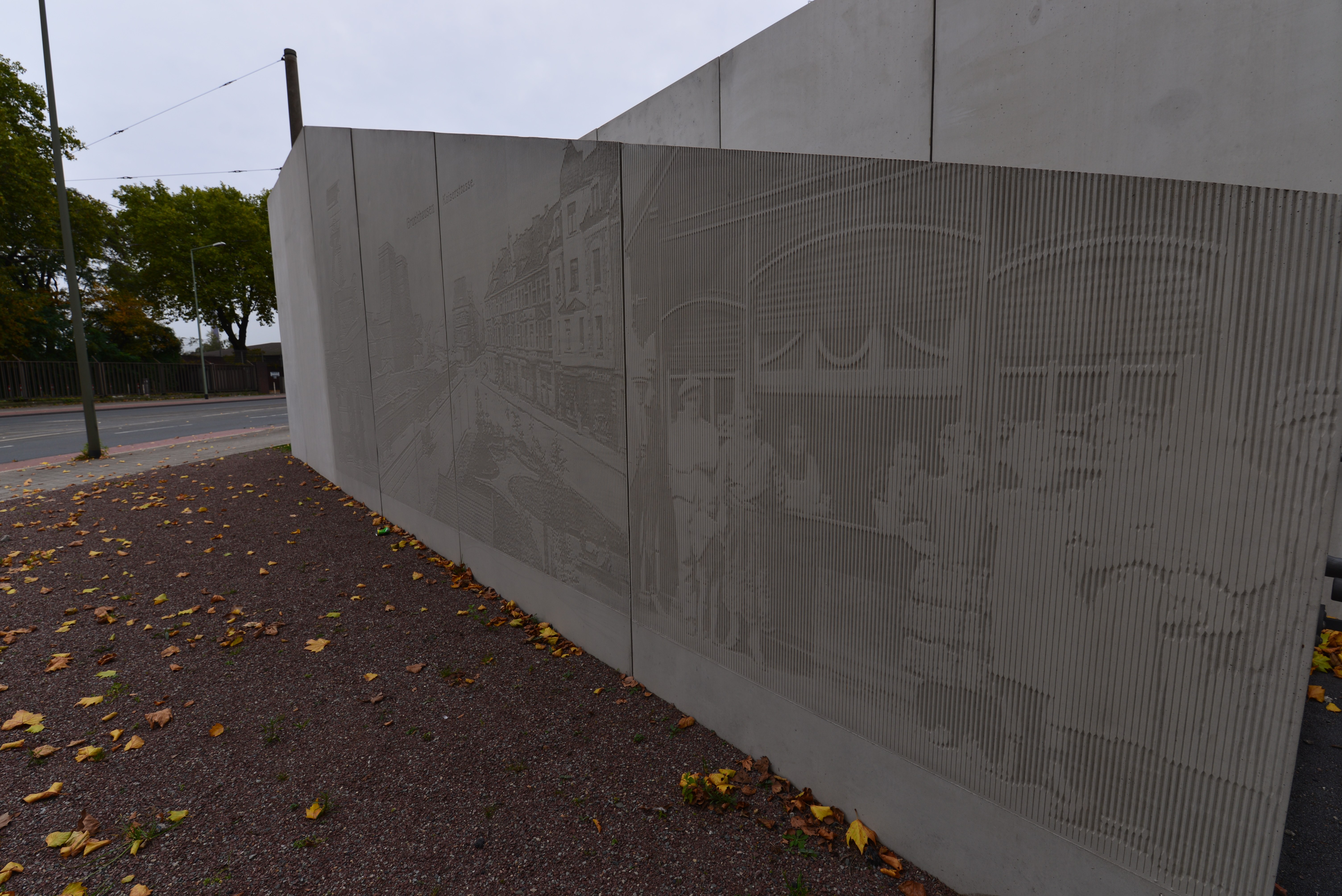
Ortsgeschichte an einer Wand der Raumskulptur

Der Grüngürtel Duisburg-Nord ist ein Projekt zur Gestaltung eines Grüngürtels in den Duisburger Stadtteilen Marxloh, Bruckhausen und Beeck, das im Rahmen der Integrierten Stadtteilentwicklung Duisburg-Bruckhausen/-Marxloh/-Beeck durch die Stadt Duisburg als Bauherr in Kooperation mit der Entwicklungsgesellschaft Duisburg mbH sowie dem Büro r+b landschaft s architektur rossa rossa-banthien mit Sitz in Dresden umgesetzt wurde. Projektpartner ist die Stadt Duisburg.

## Geschichte und Gestaltung

### Gesamtprojekt
In Teilen von Bruckhausen und Beeck kam es aufgrund der Nähe zur Industrie zum Fortzug von Teilen der Bevölkerung, was zu einem Wohnungsleerstand und gleichzeitigem Verfall der Wohngebäude führte. Um diesen Trend entgegenzuwirken, beschloss der Rat der Stadt Duisburg am 10. Dezember 2007, Teile der Wohngebäude abzureißen und das Projekt Grüngürtel Duisburg-Nord zu starten.
Nachdem 2006 die Vorplanungen starteten, begann 2008 die sechsjährige Laufzeit des Projekts. Auf die Vollendung des ersten Abschnitts in Marxloh im August 2015 folgte 2016 die Eröffnung des zweiten und größten Abschnitts in Bruckhausen, auch Park vor der Haustür genannt.
Die Anlage des Grüngürtels Nord erforderte den Rückbau von insgesamt 161 Gebäuden und den Umzug von mehr als 1.000 Bewohnerinnen und Bewohnern, von denen etwa die Hälfte wieder eine neue Wohnung im Stadtteil fand.
Die Gesamtkosten beliefen sich auf 72 Millionen Euro. Die Gelder stammten zu einem Teil aus einer Großspende und zu anderen Teilen aus Fördertöpfen der Europäischen Union, der Bundesrepublik Deutschland und des Landes Nordrhein-Westfalen. Die Förderung aus dem Europäischen Fonds für regionale Entwicklung (EFRE) belief sich in der Projektlaufzeit auf rund 5,5 Millionen Euro. Auf den kommunalen Eigenanteil entfielen 3,7 Millionen Euro.

### Hauptprojekt Bruckhausen

#### Gestaltungsmerkmale
Dieser größte und zentrale Teil des Grüngürtels Duisburg-Nord erstreckt sich zwischen der früher durch Schwerindustrie genutzten Fläche von ThyssenKrupp und den Wohngebieten von Bruckhausen. So entstand ein Puffer zu den Industrieanlagen.
Auf einer Fläche von 84.000 m² umfasst der Park zentrale Rasenflächen mit Sitzmöglichkeiten und Anlagen zum Fitnesstraining, Spielen, Grillen und zur Erholung sowie einen mit Bäumen gesäumten Rahmen. Zur städtischen Bebauung und zu den Industrieanlagen wurden Sichtbezüge geschaffen. Ein aus 80.000 m³ Bodenmaterial errichteter Lärmschutzwall mit über 550 unterschiedlichen Betonfertigteilen dient als begehbare Raumskulptur, an deren straßenseitigen Wänden Informationen über die Ortsgeschichte zu finden sind. Eine breite Promenade und ein filigranes Netz aus Nebenwegen verbinden die Aussichtsplattformen der Raumskulptur miteinander.

#### Auszeichnung als vorbildliche Anlage
Der Bruckhausener Teil des Grüngürtels Duisburg-Nord wurde 2020 als eines von 30 Bauwerken mit der Auszeichnung vorbildlicher Bauten NRW 2020 geehrt, die seit 1990 alle fünf Jahre vergeben wird. Der Wettbewerb, der gemeinsam vom NRW-Bauministerium und der Architektenkammer Nordrhein-Westfalen durchgeführt wird, hat den Zweck, die Baukultur in Nordrhein-Westfalen zu fördern und auf die Innovationskraft der Architektur hinzuweisen. Ausgezeichnet werden Architektinnen und Architekten sowie Bauherren, die die in gestalterischer, ökologischer und ökonomischer Hinsicht herausragende Bauten und Anlagen in Nordrhein-Westfalen realisiert haben.